# Бурцев, Сергей Петрович
Сергей Петрович Бурцев (10 октября 1916, Калужская губерния — 2 февраля 2007, Москва) — советский деятель органов охраны общественного порядка, начальник МУРа, генерал-майор милиции.

## Биография
Родился в крестьянской семье, окончил среднюю школу, отслужил срочную службу в Красной армии.
В 1940 году пришёл работать в Октябрьский районный отдел милиции Москвы. После стажировки в качестве помощника оперуполномоченного назначен старшим оперуполномоченным 16-го отделения милиции, а через несколько месяцев и старшим оперуполномоченным МУРа.
Через два года был направлен на учёбу в Центральную школу милиции НКВД СССР. По окончании получил направление в Краснодарский край, где в течение года работал следователем краевого управления НКВД.
В 1944 году работал оперативным уполномоченным, старшим оперативным уполномоченным в отделе борьбы с бандитизмом ГУ РКМ. Затем находился в распоряжении управления кадров, был направлен на строительство Сталинградской ГЭС, где работал начальником отделения, начальником финансовой части жилищного гражданского строительства, прорабом, старшим прорабом и впоследствии заместителем начальника специального отдела «Волгоградгидростроя».
В марте 1953 стал оперуполномоченным управления ИТЛ «Северстрой», но уже в мае того же года вернулся в МУР на прежнюю должность старшего оперуполномоченного..
Вскоре стал начальником отделения, в 1954 — заместителем начальника отдела.
В 1962 году был назначен начальником отдела оперативной службы (разведка), в 1965 — начальником МУРа.
С 1969 до 1971 работал в Главной инспекции ОИУ (организационно-инспекторского управления, в дальнейшем — штаба) МВД СССР.
До начала 2000-х годов работал в Некоммерческой организации «Благотворительный фонд социальной реабилитации ветеранов уголовного розыска».
Проживал в московском районе Соколиная Гора, в доме 8/12 по Щербаковской улице.
Умер 2 февраля 2007 года в Москве.

### Звания
- рядовой (1937);
- старшина;
- лейтенант милиции ;
- майор;
- полковник милиции;
- генерал-майор милиции.